# Khmerština
Khmerština (ភាសាខ្មែរ) nebo kambodžština je jazyk Khmerů a oficiální jazyk Kambodže. Po vietnamštině je druhým nejrozšířenějším jazykem z austroasijské jazykové rodiny, počet mluvčích převyšuje deset milionů. Vývoj khmerštiny poměrně výrazně poznamenal sanskrt i páli.
Khmerština je považována za nejstarší jazyk monkhmerské jazykové rodiny, zároveň se předpokládá, že byl prvním jazykem této rodiny s písemnou formou – nejstarší známý nápis pochází z roku 611. Jelikož se tento jazyk vyvíjel poblíž rozšířenějších a dříve ustálených jazyků, existuje v něm řada výpůjček a to především z vietnamštiny a thajštiny.
Khmérština používá vlastní khmerské písmo spadající mezi písma typu abugida. Od ostatních okolních jazyků se odlišuje tím, že nejde o tonální jazyk.
Hlavními navzájem srozumitelnými dialekty jsou:
- Battambang používaný v severní Kambodži.
- Phnom Penh používaný v kambodžském hlavním městě a okolních provinciích.
- Severní khmerština známá také jako Khmer Surin používaná domorodými khméry v severovýchodním Thajsku.
- Khmer Krom nebo jižní khmerština používaná původní khmérskou populací v deltě Mekongu.
- Kardamová khmerština jež je archaickou formou používanou malou populací v kardamových horách v západní Kambodži.[1]

## Příklady

### Číslovky
| Číslice | Khmersky | Transliterace | Česky |
| ១       | មួយ       | mouy          | jeden |
| ២       | ពីរ       | pii           | dva   |
| ៣       | បី        | bei           | tři   |
| ៤       | បួន       | buon          | čtyři |
| ៥       | ប្រាំ       | pram          | pět   |
| ៦       | ប្រាំមួយ     | pram muoy     | šest  |
| ៧       | ប្រាំពីរ     | pram pii      | sedm  |
| ៨       | ប្រាំបី      | pram bei      | osm   |
| ៩       | ប្រាំបួន     | pram boun     | devět |
| ១០      | ដប់       | dap           | deset |

## Vzorový text
Otčenáš (modlitba Páně):
Ao! Pre-Bâyđa Yơng knyom  Đai kung nư S'than-Borô-masok ơi!
Sôm, som đang Pre-Barômây  Oi monuh lôk skual Pre-Niêm Pre-Ong
Sôm oi Pre-Riết Pre-Ong ban môk-đol
Sôm oi Pre-Harự-tây rôboh Pre-Ong
Ban Somrách nâư lơ pen-đây  Đô-ch nâư S'than Borô-masok đai
Sôm Pro-tiên aha Đai yơng
knyom t'râu ka nư th'ngai nih,
Sôm ót-tô oi yơng knyom Đô-ch yơng knyom ót-tô oi
Ọh-nẹk Đai ban Pro-prứt khộ nưng yơng knyom,
Sôm kum bon-đoi Oi yơng knyom  Chanh ka lờ-buông lơi,
Tai sôm rùm-đo yơng knyom Oi ruấtpi mia-kòm-nike. Amen.

### Všeobecná deklarace lidských práv
| khmersky      | មនុស្សទាំងអស់កើតមកមានសេរីភាពនិងភាពស្មើៗគ្នាក្នុងសិទ្ធិនិងសេចក្ដីថ្លៃថ្នូរ។ មនុស្សគ្រប់រូបសុទ្ធតែមានវិចារណញ្ញាណនិងសតិសម្បជញ្ញៈ ហើយត្រូវប្រព្រឹត្ដចំពោះគ្នាទៅវិញទៅមកក្នុងស្មារតីរាប់អានគ្នាជាបងប្អូន។ |
| transliterace | mnoussa teangoasa kaetamk mean seripheap ning pheap smae knea knong setthi ning sechakdeithlaithnaur. mnoussa krobroub sotthote mean vichearonanhnhean ning satesambochonhnh haey trauv br pru td champoh knea towvinhtowmk knong smartei reaban knea chea bangobaaun. |
| česky         | Všichni lidé se rodí svobodní a sobě rovní co do důstojnosti a práv. Jsou nadáni rozumem a svědomím a mají spolu jednat v duchu bratrství. |